# KAT-TUN
KAT-TUN Fue una banda japonesa que debutó en el mercado discográfico japonés en 2006. Su debut fue marcado por el lanzamiento de su primer sencillo, álbum y DVD – Real Face, Best of KAT-TUN y Real Face Film, los tres derrotando los récords de venta. Es una de las bandas más populares en Japón, siendo que sus 17 sencillos han logrado ganarse primer lugar en la lista Oricon de la industria de música japonesa. 

## Historia

### Predebut
KAT-TUN Fue un grupo popular de la industria musical japonesa de seis miembros. Fue formado originalmente el 16 de marzo de 2001, cuando el superior de los seis, Domoto Koichi, del dúo Kinki Kids, seleccionó a los jóvenes de los Johnny’s Junior como bailarines para sus actuaciones. La primera aparición del grupo en la televisión nacional japonesa fue el 7 de abril del mismo año en el programa Pop Jam del canal NHK.
El grupo iba cada vez más atrayendo la atención del público Japonés [la mayoría siendo mujeres de un promedio de edad adolescente], hasta que la demanda fue tan enorme que estuvieron felizmente obligado a lanzar su primer concierto en 2002, titulado Okyakusama wa Kamisama - Concert 55min nin Ai no request ni Kotaete, que luego se realizó como un DVD Desde entonces KAT-TUN ha participado en numerosos conciertos y obras predebut, algunas veces acompañado de sus superiores de la agencia, otras veces como grupo independiente.
En el 2003-2004 la popluaridad del grupo creció hasta al extenso de participar en el programa Music Station con grupos que ya habían debutado, y formar parte común de los Johnny’s Junior en el programa Shounen Club – un programa exclusivo de la agencia JE. 
En el 2005 KAT-TUN lanzó su primer DVD principal de uno de sus conciertos, titulado LIVE KAIZOKUBAN. Éste fue puesto como el DVD del año con más ventas en la lista Oricon.

### 2006
Pasaron cinco años antes que Johnny Kitagawa, el director de la agencia JE, le dio la idea de hacer el debut de KAT-TUN una realidad. En verdad, los seis miembros pensaban que se les había pasado la hora, ya que otros grupos de JE, como por ejemplo, NEWS fue formado en 2003 y debutaron oficialmente en 2004. 
El 22 de marzo de 2006 KAT-TUN debutó con el sencillo Real Face [Cara Verdadera], un DVD Real Face Film y el álbum Best of KAT-TUN. La popularidad del grupo es notable cuando se examina la cantidad de copias de cada uno de ellos que vendieron – Real Face: más de 1 millón de copias en menos de dos semanas, ganándose el primer lugar en la lista Oricon de la industria musical de Japón por tres semanas, que a propósito los transformó en el primer artista del milenio en lograr ese estilo de éxito. De su álbum se vendieron más de 500,000 copias dentro de una semana. 
El año 2006 el grupo embarcó en una gira nacional, realizando conciertos a través de todo Japón, terminando en la capital, Tokio [Tokyo Dome], donde grabaron su segundo DVD [lanzado en 2007], Live of Real Face. En julio del mismo año, KAT-TUN lanzó su segundo sencillo, SIGNAL [Señal], que nuevamente logró obtener primer lugar en la lista Oricon. Un poco de información trivial – dentro del clip promovieron la marca de teléfonos DoCoMo. 
El miembro Akanishi Jin sorprendió a la prensa japonesa el 12 de octubre anunciando su rompe temporal del grupo – viajando a Los Ángeles por [en esos tiempos] un periodo indefinido. Todavía corren rumores acerca de la razón de su partida tan repentina, siendo que Akanishi Jin, junto a Kamenashi Kazuya, es el vocalista principal del grupo. Sin embargo, el propósito oficial de su viaje fue para estudiar y mejorar su inglés. Las admiradoras del grupo temieron el disuelto de KAT-TUN, pero fue todo en vano – KAT-TUN siguió firme como un grupo de cinco completando el año 2006 y yendo hacia el año 2007.
El apoyo del grupo no disminuyó en nada – lanzando aun otro sencillo titulado Bokura no Machi De [僕らの町で] en noviembre de 2006, con lo cual nuevamente ganaron primer lugar en la lista Oricon. Otro pedazo de información trivial – ésta no fue acompañada por un DVD del making del video de música como las otras dos anteriores. En general esto se ha dado a la ausencia de Akanishi Jin. 
En diciembre KAT-TUN lanzó su segundo álbum cartoon KAT-TUN II You, cuyas canciones mayormente fueron grabadas sin Akanishi. El álbum otra vez llegó a ser número uno en la lista Oricon.

### 2007
Para promover este álbum, KAT-TUN nuevamente induzco otra gira nacional, llevando el título Tour 2007 cartoon KAT-TUN II You. En abril del mismo año empezaron a participar en su propio programa de televisión, Cartoon KAT-TUN, que salía al aire por la televisora NTV cada miércoles a las 11 p. m.! Y cuyo capítulo final(153) fue transmitido el 24 de marzo de 2010, tras casi 3 años de transmisión.
Akanishi volvió a Japón el 19 de abril, y Johnny Kitagawa le dio permiso exclusivo a los demás miembros de KAT-TUN para determinar si dejaban a Akanishi formar parte del grupo. Por supuesto, KAT-TUN accedió, y el día siguiente este acto fue anunciado oficialmente a la prensa. El concierto de Sendai [21 de abril] fue el primero en el cual apareció Akanishi, pero de forma informal, KAT-TUN llamando de vuelta al escenario durante el bis, y Akanishi empezó a participar en el programa de televisión cartoon KAT-TUN desde el sexto capítulo. 
Durante el resto del año 2007, KAT-TUN lanzó dos sencillos más, Yorokobi no Uta [喜びの歌] [Canción de la Felicidad] en julio [tema para la serie de televisión de Tanaka, Tokkyu Tanaka 3 Go], y Keep the Faith [Mantén la Fe] en noviembre [tema para la serie de televisión de Akanishi y Taguchi, Yukan Club]. Los dos sencillos lograron obtener primer lugar en la lista Oricon.

### 2008
En febrero y mayo del 2008 el grupo lanzó LIPS [Labios] y DON’T U EVER STOP [No Pares Nunca] respectivamente, los dos incluyendo DVD del making, y los dos ganando primer lugar de la lista Oricon. 
Casi a mediado de año, como ya de costumbre, lanzaron su tercer álbum y una gira de conciertos – el álbum llevando el nombre KAT-TUN III Queen of Pirates [Reina de Piratas]. Información trivial – KAT-TUN antes de debut tuvieron un concierto con el mismo tema [piratas] y esta vez expresaron la intención de repetirlo con más madurez, para demostrar cuanto ha crecido y mejorado el grupo con los años. 
Dentro de la gira de Queen of Pirates, que otra vez terminó en Tokio, KAT-TUN participó en cuatro días seguidos en el Tokyo Dome, un hecho que sólo el artista inglés Sting había logrado. Esto es un gran desafío, siendo que Tokyo Dome es el estadio más grande de Japón, con una capacidad de alrededor de 55,000 mil personas. 
Con la conclusión de la gira, KAT-TUN había actuado ya frente de 230,000 mil personas desde su primer concierto en el 2002.
El último hecho del grupo en el año 2008 fue White X’mas [Navidad Blanca], una balada dedicada obviamente a la Navidad, lanzada al principio de diciembre. Este disco sólo contuvo una canción y fue la más barata de todos sus sencillos [costando sólo ¥500]. Sin duda lograron otra vez obtener el primer lugar en la lista Oricon.

### 2009
En diciembre del 2008, en el programa musical Music Station, Kamenashi Kazuya anunció otro concierto en Tokyo Dome en mayo de 2009, donde iban a estar por siete días consecutivos. Esto luego fue cambiado a principio del año 2009 a ocho [partiendo desde el 16 hasta el 22], con tres días en Osaka y luego dos días más en Tokio. Todas las entradas para los conciertos en Tokyo Dome [440,000] fueron agotadas durante las primeras horas de venta.
Volviendo atrás, el 11 de febrero KAT-TUN lanzó One Drop [fue el tema para la serie Kami no Shizuku en la cual participó Kamenashi como el personaje principal], y en la misma fecha en marzo lanzaron RESCUE [fue el tema para la serie Rescue: Tokubetsu Kodo Kyujotai en la cual participó Nakamaru Yuichi]. 
Los dos sencillos lograron obtener número uno en la lista Oricon, significando que, en total, los diez sencillos de KAT-TUN han sido número uno, un récord que ha sido obtenido por Kinki Kids y NEWS, dos bandas de la misma agencia. 
El 29 de abril KAT-TUN lanzó su cuarto álbum – Break the Records: By You & For You.
Durante la charla del último concierto [el 22 de mayo] en Tokio, fue anunciado que KAT-TUN va a empezar su gira nacional anual el 7 de julio.

### 2010
El 10 de febrero KAT-TUN lanzó su undécimo single "Love Yourself-Kimi ga Kirai na Kimi ga Suki" para el dorama en donde participa Kamenashi Kazuya "Yamato Nadeshiko Shichi Henge" junto con "The D-Motion" promocionando la marca de celulares Docotomo DX ambas con video y making. Este último también ha llegado a ser uno de los más vendidos nuevamente en el número uno de la lista "Oricon". En mayo de este año, fue el lanzamiento del nuevo single Going!, con 3 ediciones: una normal y dos ediciones limitadas. La edición normal contiene los sencillos de Going! y Fall Down con sus pistas de karaoke. La edición limitada A contiene el sencillo Going! y Smile; y también incluirá DVD con el PV de Going! y su Making of. La edición limitada B contiene 3 singles: Going!, I don't miss U (Solo de Koki Tanaka) y Answer (Solo de Yuichi Nakamaru). El 16 de julio, la agencia informó que Akanishi Jin se retiraba oficialmente para iniciar su carrera en solitario. El sencillo salió a la venta el 12 de mayo de 2010. Going! es el tema musical de un programa de televisión japonés, "Going! Sports & News", famoso programa donde participa Kamenashi Kazuya como comentador deportivo de béisbol, este se transmite todos los domingos a las 11 de a noche (Mex/Col 9am) por Nihon TV. El programa comenzó transmisiones el sábado 3 de abril y se transmite tanto sábados como domingos.

### 2011
Este año se realizó el 5° anniversario de la banda, y se volvió el cuarto grupo de la Jhonnys en conquistar cinco cúpulas (Sapporo, Tokio, Nagoya, Yahoo y Kyocera en Osaka)
El 8 de septiembre se confirmó que KAT-TUN sería el protagonista de un programa titulado Kat-Tun no zettai manetaku naru TV, el cual tuvo 10 capítulos.

### 2012
KAT-TUN inició este año con un programa limitado el 1 de enero titulado Kat-Tun no sekaiichi dame yoru ni, y anunciaron el lanzamiento de su nuevo álbum "Chain"

### 2013
Este año, el miembro Tanaka Koki fue retirado de la banda y de la agencia por haber violado el contrato, dejando a Kat-Tun como un grupo de 4 personas.

### 2014
Se lanzó el 25 de junio el álbum "Come Here" y Kat-Tun se volvió el primer artista de la historia en tener 8 älbumes n.º 1 consecutivos.

### 2015
El 24 de noviembre, Junnosuke Taguchi anunció que saldría, no sólo de la banda, sino también de la agencia en primavera del año siguiente.

### 2016
Este año, los tres miembros restantes (Kamenashi Kazuya, Yuichi Nakamaru y Tatsuya Ueda) anunciaron que el grupo se tomaría un descanso temporal indefinido a partir del primero de mayo, para que cada miembro se centrara más en sus respectivos trabajos o proyectos solistas.

### 2018
El 1 de enero de este año, la Jhonnys informó que KAT-TUN retomaría sus actividades de grupo. Poco tiempo después, fue lanzado el sencillo Ask Yourself, que fue el tema principal del drama Final Cut, en el que participaba Kamenashi.
El 18 de julio, la banda lanzó su octavo álbum, titulado "Cast"

## Discografía

### Álbumes
- [2006.03.22] Best of KAT-TUN
- [2007.04.18] cartoon KAT-TUN II You
- [2008.06.04] KAT-TUN III -QUEEN OF PIRATES-
- [2009.04.29] Break the Records -by you & for you-
- [2010.06.16] NO MORE PAIИ
- [2012.02.22] CHAIN
- [2013.11.27] Kusabi-kusabi-
- [2014.06.25] come Here
- [2018.01] Cast

### Sencillos
- [2006.03.22] Real Face
- [2006.07.19] SIGNAL
- [2006.12.27] Bokura no Machi de
- [2007.06.06] Yorokobi no Uta
- [2007.11.21] Keep the Faith
- [2008.02.06] LIPS
- [2008.05.14] Don't U Ever Stop|DON'T U EVER STOP
- [2008.12.03] White X'mas
- [2009.02.11] One Drop
- [2009.03.11] RESCUE
- [2010.02.10] Love Yourself (Kimi ga Kirai na Kimi ga Suki)
- [2010.05.12] Going!
- [2010.11.17] Change Ur World
- [2011.02.02] Ultimate Wheels
- [2011.05.18] White
- [2011.08.03] Run For You
- [2011.11.30] Birth
- [2012.06.27] To The Limit
- [2012.09.12] Fumetsu no Scrum
- [2013.02.06] Expose
- [2013.05.15] Face To Face
- [2014.06.04] In Fact
- [2015.01.21] Dead or Alive
- [2015.03.11] KISS KISS KISS
- [2016] Unlock
- [2018.01] Ask Yourself

### DVD
- [2003] Okyakusama wa Kamisama - Concert 55 Man Nin Ai no Request ni Kotaete!!
- [2005] KAT-TUN Live Kaizokuban
- [2006] Real Face Film
- [2007] Live of KAT-TUN "Real Face"
- [2007] Tour 2007 Cartoon KAT-TUN II You
- [2008] KAT-TUN LIVE TOUR 2008 QUEE OF PIRATES
- [2009] KAT-TUN LIVE Break the Records
- [2010] KAT-TUN -NO MORE PAIИ-WORLD TOUR 2010
- [2012] KAT-TUN LIVE TOUR 2012 CHAIN
- [2013] KAT-TUN COUNTDOWN LIVE 2013
- [2015] KAT-TUN LIVE TOUR 2014 come Here
- [2015] KAT-TUN LIVE 2015 "quarter"